# Liste der Biografien/Riem
Liste der Biografien |
Portal Biografien |
Personensuche
# |
A |
B |
C |
D |
E |
F |
G |
H |
I |
J |
K |
L |
M |
N |
O |
P |
Q |
R |
S |
T |
U |
V |
W |
X |
Y |
Z |
?
 
Ra |
Rb |
Rd |
Re |
Rh |
Ri |
Rj |
Rk |
Rl |
Rm |
Rn |
Ro |
Rr |
Rs |
Rt |
Ru |
Rv |
Rw |
Rx |
Ry |
Rz
 
Ria |
Rib |
Ric |
Rid |
Rie |
Rif |
Rig |
Rih |
Rii |
Rij |
Rik |
Ril |
Rim |
Rin |
Rio |
Rip |
Riq |
Rir |
Ris |
Rit |
Riu |
Riv |
Riw |
Rix |
Riy |
Riz
 
Rieb |
Riec |
Ried |
Rief |
Rieg |
Rieh |
Riek |
Riel |
Riem |
Rien |
Riep |
Rier |
Ries |
Riet |
Rieu |
Riev |
Riew |
Riex |
Riez
Die Liste der Biografien führt alle Personen auf, die in der deutschsprachigen Wikipedia einen Artikel haben. Dieses ist eine Teilliste mit 127 Einträgen von Personen, deren Namen mit den Buchstaben „Riem“ beginnt.

## Riem
- Riem, Andreas (1749–1814), deutscher Publizist, Theologe und Geistlicher
- Riem, Florian (* 1968), deutscher Kulturmanager und Orchesterintendant
- Riem, Gottlieb († 1888), Schweizer Politiker
- Riem, Gustav (1867–1913), sächsischer Landtagsabgeordneter (Königreich Sachsen)
- Riem, Johannes (1868–1945), deutscher Astronom und Autor
- Riem, Katja (* 1996), Schweizer Politikerin (SVP)
- Riem, Wilhelm Friedrich (1779–1857), deutscher Komponist und Dirigent

### Riema
- Riemaecker-Legot, Marguerite De (1913–1977), belgische Politikerin
- Riemann, Alexander (* 1992), deutscher Fußballspieler
- Riemann, Bernhard (1826–1866), MathematikerBernhard Riemann (1826–1866)

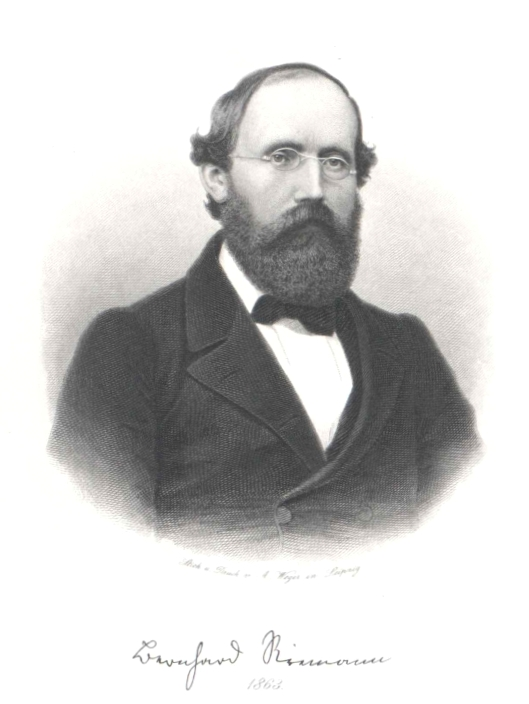
Bernhard Riemann (1826–1866)

- Riemann, Carl (1785–1843), deutscher evangelisch-lutherischer Geistlicher
- Riemann, Dietmar (* 1950), deutscher Fotograf und Autor
- Riemann, Erhard (1907–1984), deutscher Volkskundler; Hochschullehrer in Kiel
- Riemann, Erika (1930–2021), deutsche Autorin
- Riemann, Ernst (1882–1953), deutscher Pianist und Komponist von E-Musik
- Riemann, Fritz (1859–1932), deutscher Schachspieler
- Riemann, Fritz (1881–1955), deutscher Architekt
- Riemann, Fritz (1902–1979), deutscher Psychoanalytiker, Autor und Astrologe
- Riemann, Hagen (* 1969), deutscher Politiker (Partei Rechtsstaatlicher Offensive), MdHB
- Riemann, Hans (1899–1992), deutscher Klassischer Archäologe
- Riemann, Heinrich Arminius (1793–1872), deutscher Burschenschafter und Theologe
- Riemann, Helga (1924–2004), österreichische Komponistin, Musikpädagogin und Musiktherapeutin
- Riemann, Helmut (* 1943), deutscher Architekt
- Riemann, Hermann (1822–1889), deutscher Gymnasiallehrer und Historiker
- Riemann, Hugo (1849–1919), deutscher Musiktheoretiker, Musikhistoriker und Musikpädagoge
- Riemann, Johannes (1888–1959), deutscher Schauspieler und Regisseur
- Riemann, Julius (1832–1885), deutscher Politiker
- Riemann, Julius (1855–1935), preußischer General der Infanterie im Ersten Weltkrieg
- Riemann, Jürgen F. (* 1943), deutscher Internist und Gastroenterologe
- Riemann, Käthe (1928–2000), deutsche Dramaturgin und Autorin
- Riemann, Katja (* 1963), deutsche Schauspielerin, Sängerin und AutorinKatja Riemann (* 1963)

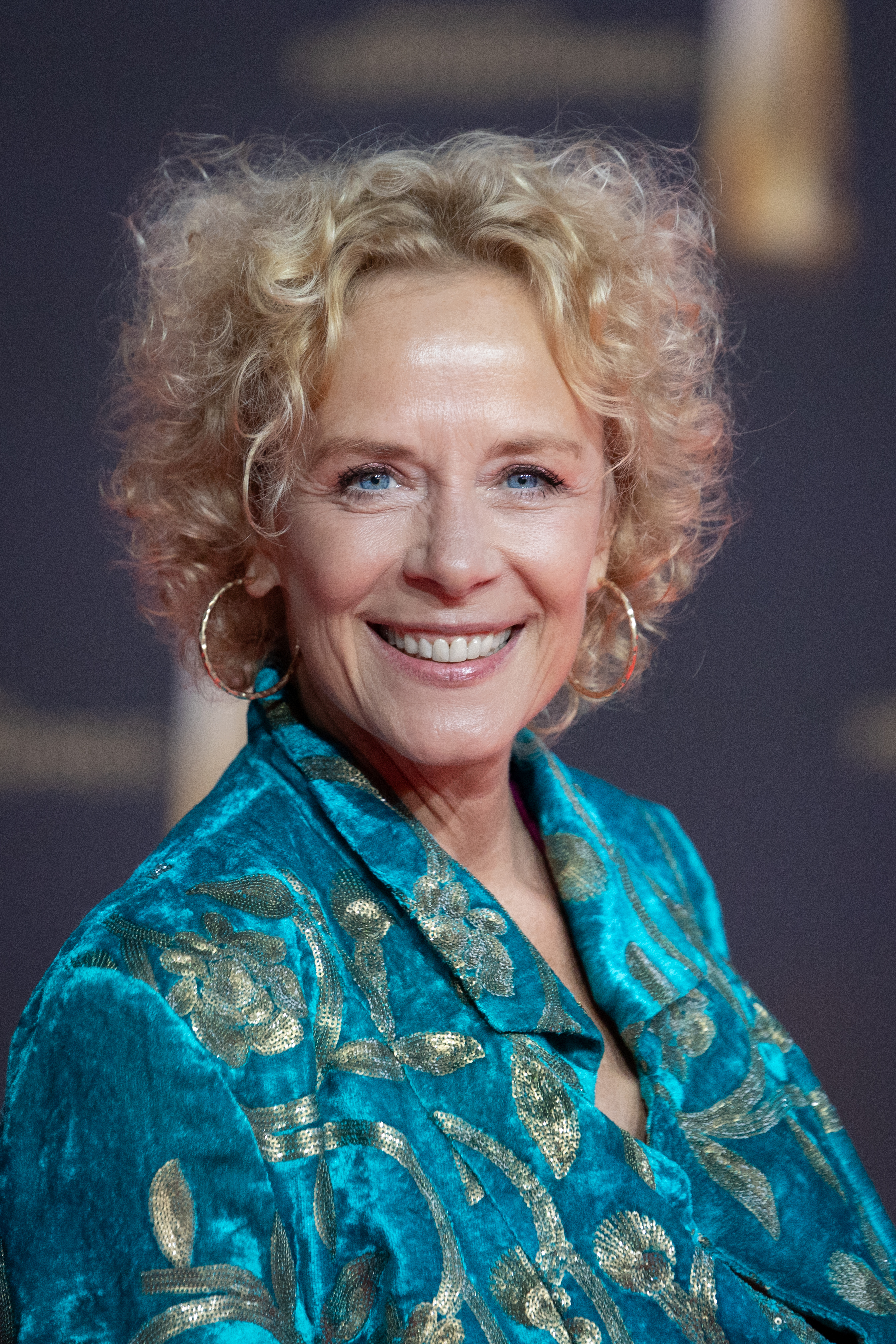
Katja Riemann (* 1963)

- Riemann, Lutz (1940–2023), deutscher Schauspieler, Journalist und Autor
- Riemann, Manuel (* 1988), deutscher Fußballtorwart
- Riemann, Paula (* 1993), deutsche FilmemacherinPaula Riemann (* 1993)

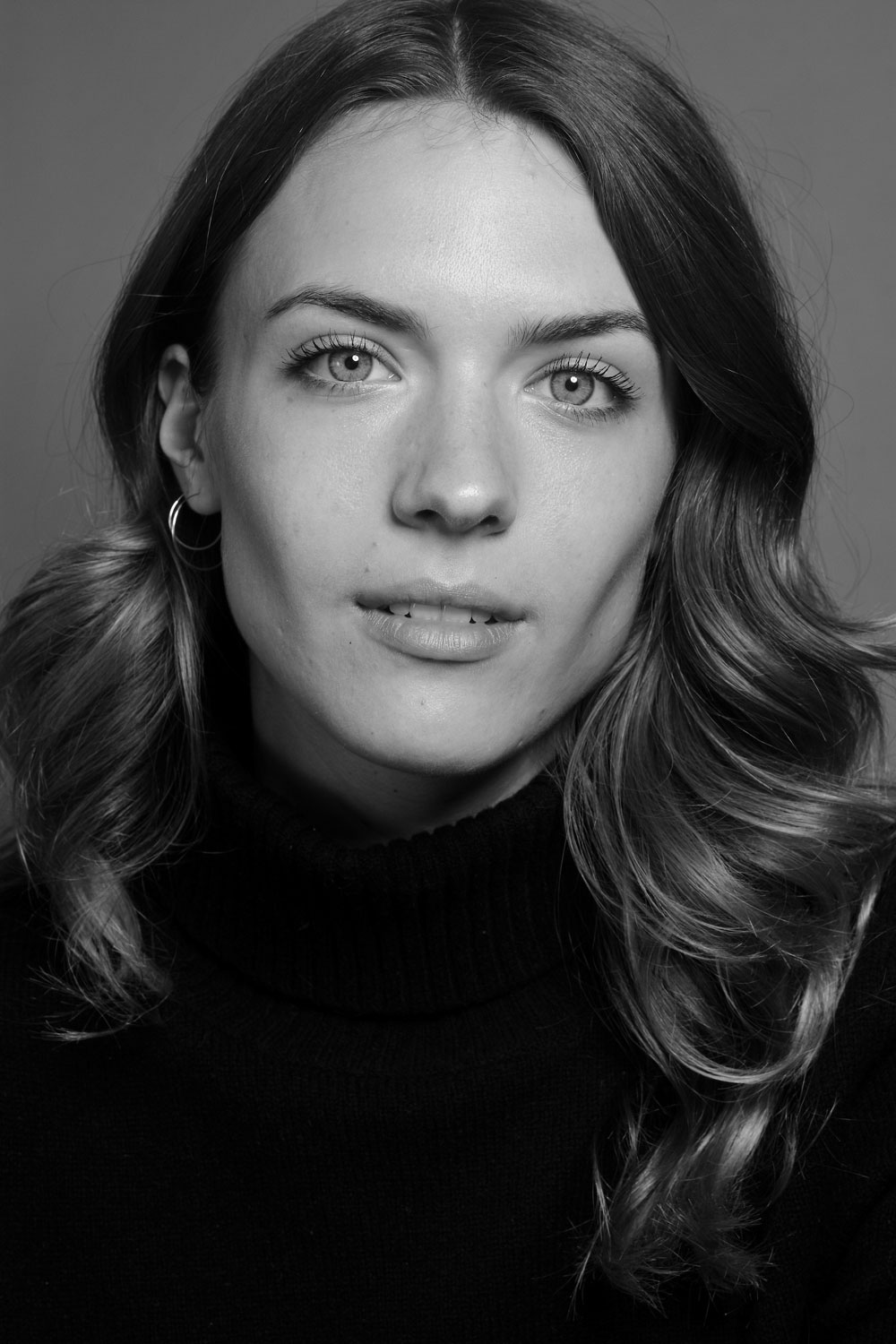
Paula Riemann (* 1993)

- Riemann, Peter (* 1945), deutscher Architekt
- Riemann, Robert (1877–1962), deutscher Literaturhistoriker
- Riemann, Sabine (* 1953), deutsche Physikerin
- Riemann, Sven (* 1967), deutscher Schauspieler
- Riemann, Tord Robert (1951–2021), deutscher theoretischer Physiker
- Riemann, Torsten (* 1964), deutscher Liedermacher und Musiker
- Riemann, Waldemar (1874–1952), deutscher Schwimmer
- Riemann, Walter (1878–1948), deutscher Schwimmer
- Riemann, Werner (1893–1936), deutscher Maler
- Riemann, Werner (1934–2023), deutscher Schauspieler
- Riemann, Wilhelm (1827–1904), deutscher Bergmann und Geheimer Bergrat in Wetzlar
- Riemann, Wolfgang (* 1944), deutscher Turkologe und Islamwissenschaftler
- Riemann, Wolfgang (* 1949), deutscher Fußballspieler
- Riemann, Wolfgang (1951–2024), deutscher Politiker (CDU), MdL
- Riemann, Ziska (* 1973), deutsche Comic-Zeichnerin und Drehbuchautorin
- Riemann-Hanewinckel, Christel (* 1947), deutsche Politikerin (SPD), MdB

### Rieme
- Riemeck, Renate (1920–2003), deutsche Historikerin und Friedensaktivistin
- Riemelt, Max (* 1984), deutscher SchauspielerMax Riemelt (* 1984)

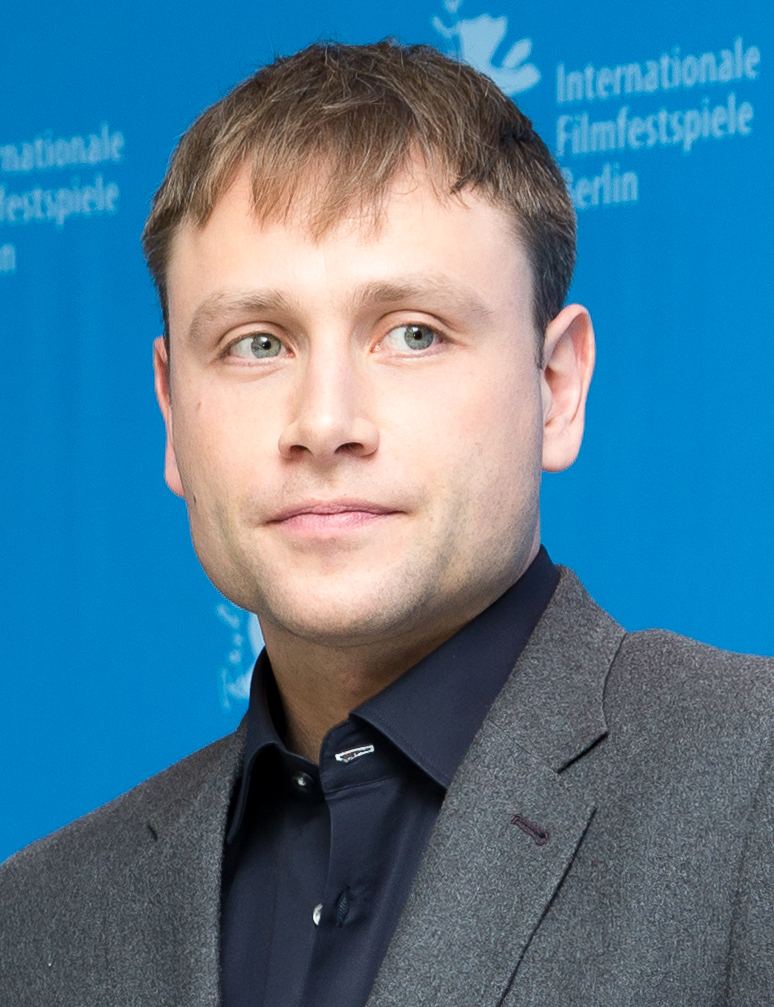
Max Riemelt (* 1984)

- Riemen-Żerebecka, Karolina (* 1988), polnische Freestyle-Skisportlerin
- Riemens, Leo (1910–1985), niederländischer Kulturjournalist und Musikwissenschaftler
- Riemenschneider, Albert (1878–1950), US-amerikanischer Bachforscher und Musikpädagoge
- Riemenschneider, Bartlmä Dill, deutscher Maler der Renaissance
- Riemenschneider, Dieter (* 1928), deutscher Fußballspieler
- Riemenschneider, Dieter (* 1935), deutscher Anglist und Hochschullehrer
- Riemenschneider, Ernst (1900–1960), deutscher Politiker (NSDAP), MdR
- Riemenschneider, Frank (* 1965), deutscher Mikroelektronik-Analyst und Sachbuchautor
- Riemenschneider, Georg, deutscher Holzschnitzer und Bildhauer
- Riemenschneider, Georg (1848–1913), deutscher Kapellmeister und Komponist
- Riemenschneider, Hartmut (* 1940), deutscher Germanist, Romanist und Kirchenmusiker
- Riemenschneider, Hartmut (* 1958), deutscher Baptistenpastor, Präsident des Bundes Evangelisch-Freikirchlicher Gemeinden
- Riemenschneider, Heinrich (1924–2013), deutscher Schauspieler, Sänger, Dramaturg und Museumsdirektor
- Riemenschneider, Tilman († 1531), deutscher Bildhauer und BildschnitzerTilman Riemenschneider († 1531)

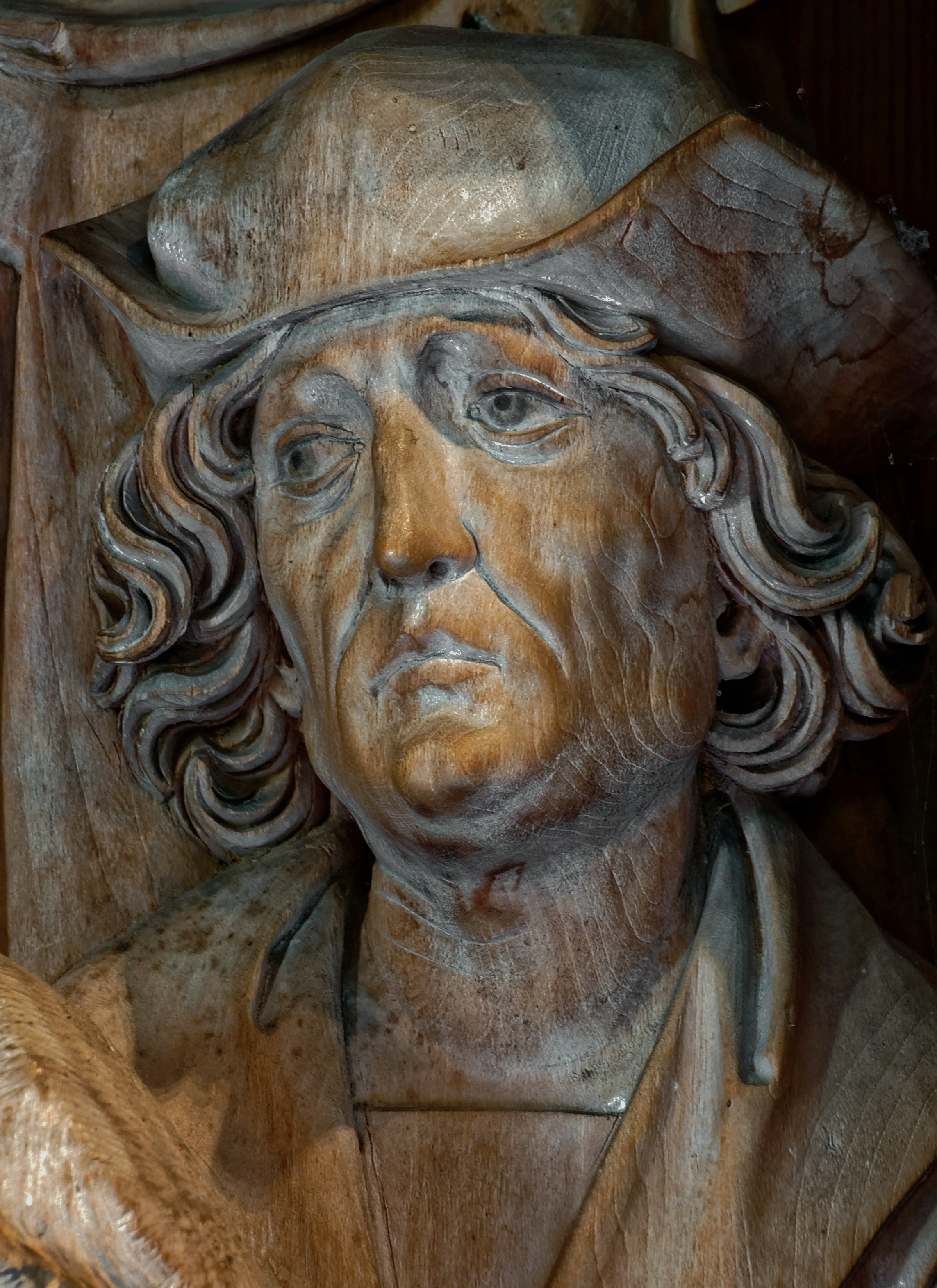
Tilman Riemenschneider († 1531)

- Riemensperger, Frank (* 1962), deutscher Informatiker und Manager
- Riemer, Andreas (* 1963), österreichischer Beamter und Bezirkshauptmann im Bezirk Tulln
- Riemer, Angelik (1948–2014), deutsche Malerin
- Riemer, Annette (* 1988), deutsche Schriftstellerin und Journalistin
- Riemer, Brian (* 1978), dänischer Fußballtrainer
- Riemer, Carl († 1897), deutscher Kartograph
- Riemer, Caroline Wilhelmine Johanna (1790–1855), Goethes Sekretärin, Geheime Hofrätin zu Weimar
- Riemer, Dennis (* 1988), deutscher Fußballspieler
- Riemer, Dieter (* 1955), deutscher Jurist und Regionalhistoriker
- Riemer, Dietmar (* 1951), deutscher Rundfunkjournalist
- Riemer, Emil (1875–1965), Berliner Original
- Riemer, Franz (1884–1965), deutscher Geistlicher, Prälat und Generalvikar
- Riemer, Franz (* 1953), deutscher Musikpädagoge
- Riemer, Friedrich Wilhelm (1774–1845), deutscher Philologe, Schriftsteller, Bibliothekar und Goethes SekretärFriedrich Wilhelm Riemer (1774–1845)

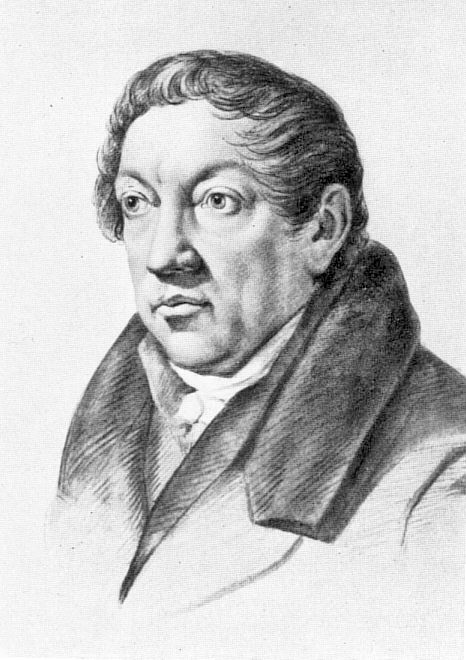
Friedrich Wilhelm Riemer (1774–1845)

- Riemer, Gustav Adolph (1842–1899), deutscher Marine-Offizier und Fotograf
- Riemer, Hans (1901–1963), österreichischer Politiker (SPÖ), Landtagsabgeordneter, Mitglied des Bundesrates
- Riemer, Hans Michael (* 1942), Schweizer Rechtswissenschaftler
- Riemer, Horst-Ludwig (1933–2017), deutscher Jurist und Politiker (FDP), MdL, MdB
- Riemer, Johannes (1648–1714), deutscher Theologe und Schriftsteller
- Riemer, Josef A. (* 1950), österreichischer Politiker (FPÖ), Abgeordneter zum Nationalrat
- Riemer, Julius (1880–1958), deutscher Fabrikant und natur- und völkerkundlicher Sammler
- Riemer, Karl († 1868), deutscher Verwaltungsjurist und Landrat
- Riemer, Klaus-Peter (* 1944), deutscher Flötist
- Riemer, Kurt (1909–2004), deutscher Politiker (SED), Wirtschaftsfunktionär und Widerstandskämpfer gegen den Nationalsozialismus
- Riemer, Kurt (1913–1989), deutscher Jazz- und Unterhaltungsmusiker (Trompete, Orchesterleitung)
- Riemer, Marco (* 1988), deutscher Fußballspieler
- Riemer, Maximilian (1871–1946), deutscher Hygieniker und Sanitätsoffizier
- Riemer, Otto (1902–1977), deutscher Musikhistoriker, -schriftsteller und -kritiker
- Riemer, Peter (* 1955), deutscher Klassischer Philologe
- Riemer, Sebastian (* 1982), deutscher Künstler
- Riemer, Susanne (* 1972), deutsche Jazzmusikerin (Trompete, Piano, Gesang sowie Komposition)
- Riemer, Svend (1905–1977), deutsch-US-amerikanischer Soziologe
- Riemer, Valentin (1582–1635), deutscher Rechtswissenschaftler
- Riemer, Walter (1896–1942), deutscher Grafiker
- Riemer, Walter (* 1940), österreichischer Klavierinterpret und Experte des Hammerflügels
- Riemer, Yvon (* 1970), französischer Ringer
- Riemer-Kafka, Gabriela (* 1958), Schweizer Rechtswissenschaftlerin
- Riemer-Noltenius, Erika (1939–2009), deutsche Politikerin (Die Frauen) und Frauenrechtlerin
- Riemerschmid, Anton (1802–1878), deutscher Spirituosenfabrikant und bayerischer Politiker
- Riemerschmid, Reinhard (1914–1996), deutscher Architekt und Hochschullehrer
- Riemerschmid, Richard (1868–1957), deutscher Architekt, Designer und HochschullehrerRichard Riemerschmid (1868–1957)

Richard Riemerschmid (1868–1957)

- Riemerschmid, Robert (1885–1963), deutscher Mäzen und Unternehmer
- Riemerschmid, Rudolf (1873–1953), deutscher Maler
- Riemerschmid, Werner (1895–1967), österreichischer Dramaturg und Regisseur
- Riemerschmidt, Ulrich (1912–1989), deutscher Verleger, Herausgeber und Übersetzer
- Riemersma, Anne (* 1954), niederländische Radrennfahrerin
- Riemersma, Ella (1903–1993), niederländische Grafikerin und Illustratorin

### Riemk
- Riemkasten, Felix (1894–1969), deutscher Schriftsteller, Esoteriker, Neugeistler und Yogalehrer
- Riemke, Alwin (1910–1991), deutscher Fußballtorhüter
- Riemke, Karl-Heinz (* 1950), deutscher Flottillenadmiral der Deutschen Marine
- Riemke-Gurzki, Thorsten (* 1971), deutscher Informatiker

### Riems
- Riemschneider, Johann Gottfried (1691–1742), deutscher Opernsänger
- Riemschneider, Kaspar K. (1934–1976), deutscher Altorientalist
- Riemschneider, Margarete (1899–1985), deutsche Kunsthistorikerin und Autorin
- Riemschneider, Randolph (1920–2024), deutscher Chemiker (Organische Chemie, Biochemie)
- Riemschneider, Wilhelm, deutscher Buchdrucker
- Riemschneider, Wilhelm (1896–1942), deutscher Klassischer Philologe
- Riemsdijk, Freddy van (1890–1955), niederländischer Luftfahrtpionier
- Riemsdijk, Henk van (1911–2005), niederländischer Unternehmer
- Riemsdyk, James van (* 1989), US-amerikanischer Eishockeyspieler
- Riemsdyk, Trevor van (* 1991), US-amerikanischer Eishockeyspieler